# Agrochola nigridens
Agrochola nigridens är en fjärilsart som beskrevs av Fuchs 1883. Agrochola nigridens ingår i släktet Agrochola och familjen nattflyn. Inga underarter finns listade i Catalogue of Life.